# Шайак
Шайа́к (фр. Chaillac) — коммуна во Франции, в регионе Центр, департамент Эндр.
Коммуна расположена на расстоянии около 290 км на юг от Парижа, 170 км на юг от Орлеана, 55 км на юго-запад от Шатору.
В районе Шайака имеются разрабатываемые месторождения флюорита и барита.

## Население
Население — 1 158 человек (2007).
| 1793  | 1800  | 1806  | 1821  | 1831  | 1836  | 1841  | 1846  | 1851  | 1856  | 1861  | 1866  | 1872  | 1876  | 1881  | 1886  | 1891  |
| ----- | ----- | ----- | ----- | ----- | ----- | ----- | ----- | ----- | ----- | ----- | ----- | ----- | ----- | ----- | ----- | ----- |
| 2 184 | 2 412 | 2 152 | 2 515 | 2 526 | 2 595 | 2 663 | 2 714 | 2 712 | 2 660 | 2 673 | 2 643 | 2 651 | 2 657 | 2 649 | 2 697 | 2 638 |

| 1896  | 1901  | 1906  | 1911  | 1921  | 1926  | 1931  | 1936  | 1946  | 1954  | 1962  | 1968  | 1975  | 1982  | 1990  | 1999  | 2007  |
| ----- | ----- | ----- | ----- | ----- | ----- | ----- | ----- | ----- | ----- | ----- | ----- | ----- | ----- | ----- | ----- | ----- |
| 2 603 | 2 522 | 2 464 | 2 515 | 2 105 | 1 983 | 1 926 | 1 685 | 1 619 | 1 553 | 1 453 | 1 358 | 1 253 | 1 149 | 1 246 | 1 170 | 1 158 |

## Достопримечательности
- Развалины замка Броссе (фр. Château de Brosse)
- Музей минералогии

## Известные люди, связанные с городом
- Леон-Поль Фарг (1876—1947) — французский поэт и прозаик из круга символистов. В детстве провёл несколько лет в Шайаке, в небольшом домике на улице, носящей сейчас его имя.

## Фотографии

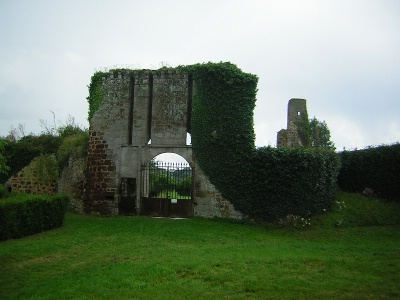
Развалины замка Броссе
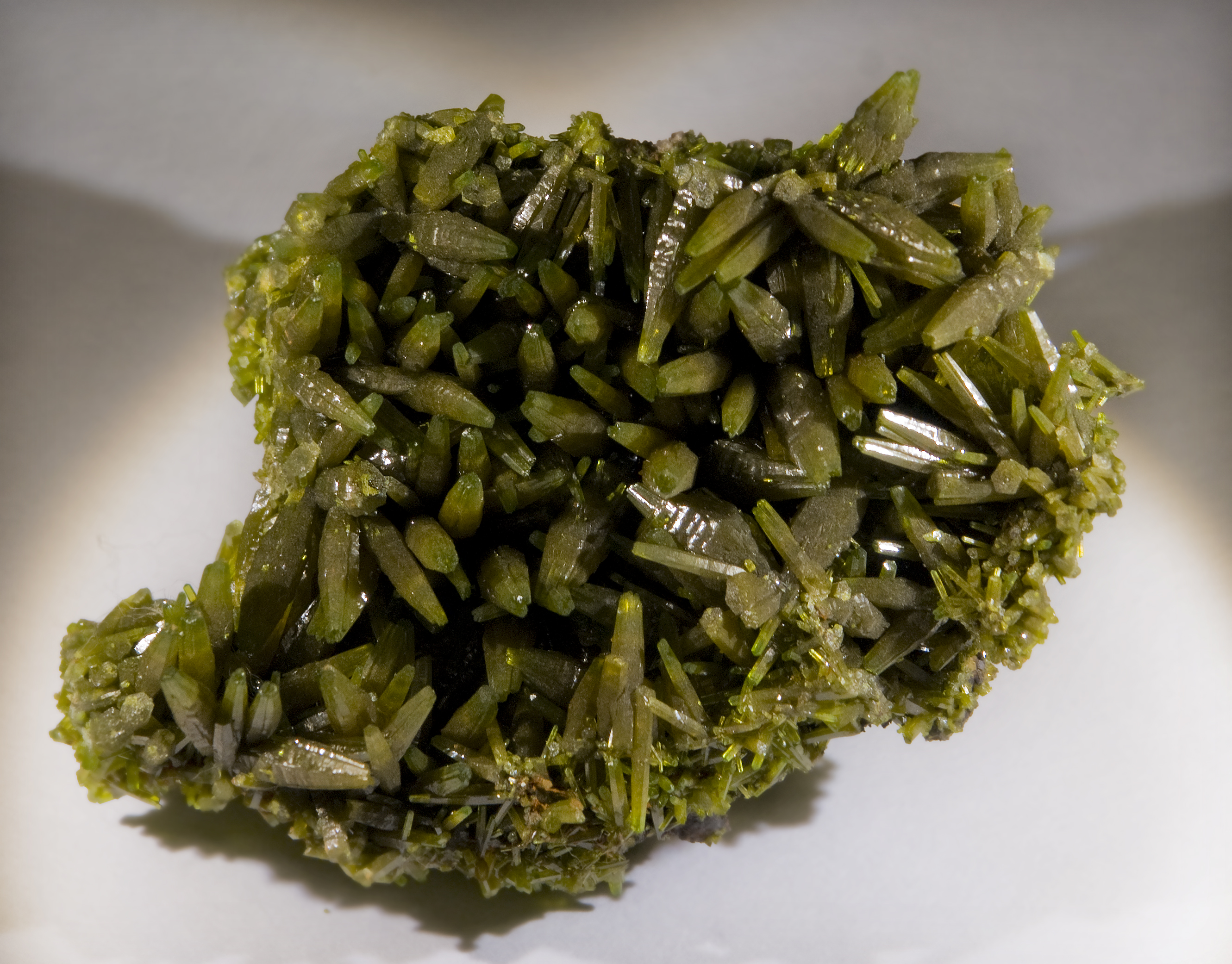
Пироморфит размером 6.5x5 см, добытый в районе Шайака